# ぼくら冒険王
『ぼくら冒険王』（ぼくらぼうけんおう）は、1987年にフジテレビ系列の『金曜おもしろバラエティ』で2回放送された特別番組（バラエティ番組）である。

## 概要
テレビの歴史をたどりながら、「クイズグランプリ」「ズバリ当てましょう」「ラブラブショー」など、かつての人気番組を再現するバラエティーショー。

## 放送リスト
| 回 | タイトル                                              | 放送日 （1987年） | 放送時間（JST）   |
| -- | ----------------------------------------------------- | ----------------- | ----------------- |
| 1  | ぼくら冒険王 今夜よみがえる栄光のあの番組たち         | 3月20日           | 金曜19:30 - 20:54 |
| 2  | ぼくら冒険王 今夜みないと一生見られない栄光の番組たち | 9月18日           | 金曜19:30 - 20:54 |

（参考：『産経新聞』1987年3月20日・同年9月18日。ラジオ・テレビ欄)

## 司会者
- 山田邦子
- 渡辺徹

## 出演者
- いきなり!フライデーズ
  - 月光仮面
  - マグマ大使
  - 快傑ライオン丸
- 泉大助
- ザ・リリーズ
- 宮尾すすむ
- 国生さゆり
- 前田耕陽
- 原田知世
- 三上博史
- 鉄腕アトム
- 露木茂（当時：フジテレビアナウンサー）
- 間下このみ
- 田代まさし
- 中井美穂（当時：フジテレビアナウンサー）
- ラサール石井
- 江木俊夫
- 日高のり子
- 沢口靖子

ほか

## 放送された番組
- ズバリ!当てましょう
オリジナル第2期の1979年内まで司会を務めた泉大助と、オリジナル版第2期1979年3月までアシスタントを務めたザ・リリーズが出演。オープニングは第2期初期を使用。
- ママとあそぼう!ピンポンパン
山田がおねえさん役、渡辺が体操のおにいさん役で出演。
- 笑ってる場合ですよ!
- ラブラブショー
唯一2回に渡って放送。山田が司会を務め、オリジナル版で「お見合い公開広場」のレポーターを務めた宮尾すすむも出演した。オープニングテーマ「ラブラブショーのテーマ」は1978年までのバージョンを使用。またオープニングから「お見合い公開広場」に場面転換する時の演出「ハート形の扉を開くとオス・メスのインコが飼われている鳥籠が映し出される」も再現された。
出演カップルは、第1回は国生さゆりと前田耕陽で、映画『いとしのエリー』宣伝を兼ねて出演、第2回は原田知世と三上博史で、映画『私をスキーに連れてって』宣伝を兼ねて出演。
- クイズグランプリ
司会は渡辺と山田で、出題役は日高のり子が担当した。解答者は次の通り。

| 鉄腕アトム 快傑ライオン丸 | 露木茂 間下このみ | 田代まさし 中井美穂 | ラサール石井 | 江木俊夫 マグマ大使 |

また出題ボードはオリジナル版と同じだが、ジャンルが次の様に変えられた。
| スポーツ | 歌番組 | ドラマ | クイズ・ゲーム | バラエティー | ヒーロー |

- 魔法使いサリー
- ムーミン
以上 第2回で放送。
- パンチDEデート
第2回で放送。女性出場者は映画『竹取物語』宣伝を兼ねて沢口靖子、男性出場者はいきなりフライデーズのマグマ大使。結果はカップル成立。

## スタッフ
- 構成：鶴間政行、加藤芳一、大田一水
- ナレーション：山中秀樹（当時・フジテレビアナウンサー）
- SW：山崎重信
- カメラ：白戸義之
- 音声：清水幸男
- VE：新川力
- 照明：植松良友
- 音響効果：佐藤昭・西野有彦（4-Legs）
- 編集：秋葉武弘（IMAGICA）、山田雅紀（ビジョンユニバース）
- 美術制作：重松照英
- デザイン：水上啓光
- 美術進行：山根安雄
- 大道具：林光明
- 装飾：丸山善之
- 持道具：鈴木聡、楠正由貴
- 美術協力：BomeLund
- 衣裳：佐藤孝二
- メイク：大木いづみ
- かつら：牧野勇
- 視覚効果：高橋千之
- 電飾：吉留正雄
- アクリル装飾：三浦繁
- 生花装飾：佐伯孝夫
- 植木装飾：須田信治
- タイトル：岩崎光明
- ロケ技術：ビジョンユニバース
- ディレクター：小畑芳和
- プロデューサー：青柳弘邦
- 制作著作：フジテレビ